# Remunta-escales
|  | No s'ha de confondre amb Remuntador. |

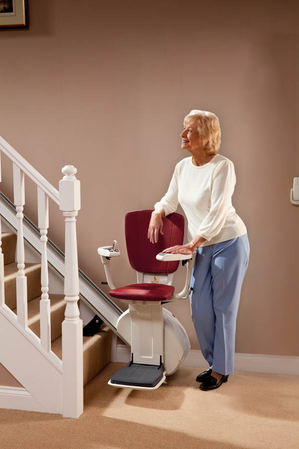
Remuntador

Un remunta-escales o simplement remuntador és un dispositiu mecànic per pujar i baixar persones, cadires de rodes i petites càrregues per les escales.

## Estructura
Quan les escales tenen l'amplària suficient, s'instal·la un rail sobre els esglaons o en la paret contigua a l'escala. Sobre el rail s'hi acobla una cadira, o una plataforma, de manera que un cop una persona s'assegut a la cadira o una cadira de rodes ha pujat a la plataforma, aquestes es poden moure al llarg del rail. Sol ser necessari comptar amb un endoll per tal de proporcionar corrent al remuntador, encara que molts d'ells estan equipats amb una bateria recarregable.
Els remuntadors són coneguts com a cadires remuntadores o elevadores quan porten una cadira fixa, i plataformes remuntadores o elevadores quan és una plataforma per a cadires de rodes,. En alguns casos, les cadires remuntadores compten amb cinturons de seguretat o altres accessoris per a transportar una cadira de rodes plegada o petites càrregues (com a caixes de llet o de la compra).
Els remuntadors disposen dels últims sistemes de seguretat per a salvaguardar i protegir l'usuari durant el desplaçament.
Cal no confondre aquest tipus de remuntador amb el remuntador o la telecadira utilitzada pels esquiadors. Alguns dels primers remuntadors produïts comercialment van ser anunciats i venuts als Estats Units en la dècada de 1930 per l'empresa Inclinator Company of America. Molts dels usuaris en aquest moment eren víctimes de la polio.

## Normativa
En la Unió Europea aquests dispositius han de complir la Directiva de Màquines 2006/42/CE.